# دان بويل
دان بويل (بالإنجليزية: Dan Boyle)‏ هو سياسي أمريكي وأيرلندي، ولد في 14 أغسطس 1962 في شيكاغو في الولايات المتحدة. حزبياً، نشط في حزب الخضر (أيرلندا). وقد انتخب عضو مجلس الشيوخ من أيرلندا عن دائرة الأعضاء المعينون في مجلس الشيوخ الأيرلندي ‏ وقد انضم خلال فترته النيابية ‏ (24 يوليو 2007 – 25 أبريل 2011)  للكتلة البرلمانية حزب الخضر (أيرلندا) وفي الانتخابات العمومية الإيرلندية 2002 ‏، انتخب نائب دييل عن دائرة Cork South-Central (Dáil constituency) ‏ وقد انضم خلال فترته النيابية ‏ (6 يونيو 2002 – 26 أبريل 2007)  للكتلة البرلمانية حزب الخضر (أيرلندا).